# Trillium vaseyi
Espèce
Classification APG II (2003)
Trillium vaseyi est une plante herbacée, vivace et rhizomateuse de la famille des Liliaceae (classification classique) ou des Melanthiaceae (classification APG II, 2003).

## Description
Cette grande espèce, du sud-est des États-Unis ressemble au Trille rouge. Elle fleurit à la fin du printemps dans les forêts fraîches et le long des rivières. La fleur à odeur agréable, de 6 à 13 cm de diamètre à larges pétales rouge sombre, est portée par un pédoncule légèrement recourbé. Les feuilles rhomboïdes sont acuminées. Le fruit est une baie rouge sombre.

## Aire de répartition
Montagnes des Carolines, du Tennessee, de la Géorgie et de l’Alabama.

## Divers
En anglais son nom est Sweet trillium.

## Sources
- Frederick W. Case, Jr. & Roberta B. Case, Trilliums, Timber Press, 1997  (ISBN 0-88192-374-5)